# Julius Richardson de Marguenat
Julius Richardson de Marguenat (21 de agosto de 1812, Morton, Gloucestershire, Inglaterra - 16 de agosto de 1870, batalla de Mars-la-Tour) fue un general francés.

## Biografía
En 1830, se incorpora como alumno en la Escuela Especial Militar de Saint-Cyr de la que sale con la promoción del Firmamento de 1832. Sirvió unos diez años en Argelia donde fue citado varias veces cuando servía en el 17.º Regimiento de Infantería Ligera. Fue herido dos veces (en Miliana, en noviembre de 1839 y en Medeah, en abril de 1841). 
Sirve como oficial de ordenanzas del Duque de Aumale durante la captura de la smala de Abd El Kader.
Fue coronel del 1.º Regimiento de Infantería Ligera entre 1848 y 1854. Fue nombrado oficial de la Legión de Honor en 1850.
Fue nombrado general de brigada en 1854 y comandó una brigada en Crimea durante 7 meses. Fue nombrado comandante de la Legión de Honor el 16 de marzo de 1860. En 1870, comanda una brigada compuesta por el 25.º y 26.º Regimientos de Infantería en el seno del 6.º Cuerpo de Ejército del Mariscal Canrobert. 
Durante la batalla de Mars-la-Tour, el general Marguenat murió cuando conducía su brigada por la izquierda de la villa de Rezonville para atacar una batería de 12 cañones prusianos.